# Списак премијера Русије
Од оснивања Русије 1726. године, приближно 98 људи били су премијери у Влади Русије. Председник Владе је био члан Врховног тајног савета, који је основан 8. фебруара 1726. године по јулијанском календару од стране Катарине I Алексејевне, а од 8. септембра 1802. године усвојен је од стране Већа министра Русије, у складу са проглашењем цара Александара II Николајевича. Почевши од Александра Романовича Воронстова, најстарији официри били су де факто председници одбора. Осам година након инаугурације, први законски службеник био је Николај Руманцев. Веће министара Русије је незванично формирано у октобру 1857. године као резултат реформи Александара II Николајевича. Прва седница почела је 19. децембра 1857. године. Пре стварања те функције 18. новембра 1861. године, за све је био задужен цар. Веће министара чинило је Државни савет Руске Империје, Комитет министара, и високе официре које именовао цар. Први састанак завршен је 11. децембра 1882. године након што је број докумената у Већу значајно смањен.
Комитет министара је функционисао истовремено са другом седницом Већа министара још шест месеци. Гроф Сергеј Вите учествовао је у оба деловања, све до укидања комисије 23. априла 1906. године.
Након тог догађаја, дужности комисије остављене су Већу министара, све до формирања Малог Савета 1909. године, у којем су били и заменици министара. По налогу цара Николаја II, друга седница Већа министара започела је 19. октобра 1905. године, након формирања Државне думе Руске Империје. Непосредно након Фебруарске револуције и почетка Привремене владе Русије 2. марта 1917. године, Георгиј Лавов из Уставотворне-демократске партије и Александар Керенски из Социјалистичке револуционарне партије постали су министри-председници. Привремену Руску републику је заменила Руска Совјетска Федеративна Социјалистичка Република и влада од стране Савета народних комесара, којој је био председник Владимир Лењин у периоду од 1917–1924. године.
То тело је преименовано у Вијеће министара након одлуке Врховног совјета Совјетског Савеза 23. марта 1946. године.
Након пада Совјетског Савеза, Борис Јељцин као председник Руске Федерације аутоматски је именован за шефа Владе Руске Федерације у прве две године свог мандата. Ово тело је преузело претходно име "Веће министара", чији је предсједник постао Виктор Черномирдин из Комунистичке партије Руске Федерације, заменивши вршилаца дужности Јегора Гајдара. Према новог уставу из 25. децембра 1993. године, руководилац канцеларије узима званичан назив председник Владе односно премијер. Владимир Путин је 8. маја 2008. године постао председник Владе Русије по други пут, као члан Јединствене Русије.
Од 16. јануар‎а 2020. године, Михаил Мишустин је председник Владе Русије.
Најмлађи председник Владе Русије био је Карл Фридрих, који је на ову функцију ступио са 26. година, а најстарији био је Петар Андрејевич Толстој, који је имао 86. година када је дошао на ову функцију.

## Руска Империја
Од 18. века, у Русији се створио савремени систем јавне управе, укључујући и формирање тела чија овлашћења су слична овлашћењима савремене Владе Руске Федерације. У периоду од 1726. до 1905. године није било службеног назива лидера владе. Главни министри ипак су владали де факто, али званични шеф владе је био владар.
| Фотографија                                               | Фотографија                                               | Име (Рођење-Смрт)                                                                        | Мандат                                                    | Мандат                                                    | Владар                                                                                         |                                                           |                                                           |
| Чланови Врховног тајног савета Руске Империје (1726–1730) | Чланови Врховног тајног савета Руске Империје (1726–1730) | Чланови Врховног тајног савета Руске Империје (1726–1730)                                | Чланови Врховног тајног савета Руске Империје (1726–1730) | Чланови Врховног тајног савета Руске Империје (1726–1730) | Чланови Врховног тајног савета Руске Империје (1726–1730)                                      | Чланови Врховног тајног савета Руске Империје (1726–1730) | Чланови Врховног тајног савета Руске Империје (1726–1730) |
| --------------------------------------------------------- | --------------------------------------------------------- | ---------------------------------------------------------------------------------------- | --------------------------------------------------------- | --------------------------------------------------------- | ---------------------------------------------------------------------------------------------- | --------------------------------------------------------- | --------------------------------------------------------- |
|                                                           |                                                           | Кнез Александар Меншиков (1673–1729)                                                     | 8. фебруар 1726                                           | 8. септембар 1727                                         | Катарина I Алексејевна (1725–1727) Петар II Алексејевич (1727–1730) Ана I Ивановна (1730–1740) |                                                           |                                                           |
|                                                           |                                                           | Гроф Фјодор Апраксин (1661–1728)                                                         | 8. фебруар 1726                                           | 10. новембар 1728                                         | Катарина I Алексејевна (1725–1727) Петар II Алексејевич (1727–1730) Ана I Ивановна (1730–1740) |                                                           |                                                           |
|                                                           |                                                           | Гроф Гавриил Головкин (1660–1734)                                                        | 8. фебруар 1726                                           | 6. мај 1727                                               | Катарина I Алексејевна (1725–1727) Петар II Алексејевич (1727–1730) Ана I Ивановна (1730–1740) |                                                           |                                                           |
|                                                           |                                                           | Андреј Остерман (1686–1747)                                                              | 8 .фебруар 1726                                           | 6. мај 1727                                               | Катарина I Алексејевна (1725–1727) Петар II Алексејевич (1727–1730) Ана I Ивановна (1730–1740) |                                                           |                                                           |
|                                                           |                                                           | Кнез Дмитриј Голицин (1665–1737)                                                         | 8. фебруар 1726                                           | 6. мај 1727                                               | Катарина I Алексејевна (1725–1727) Петар II Алексејевич (1727–1730) Ана I Ивановна (1730–1740) |                                                           |                                                           |
|                                                           |                                                           | Петар Толстој (1645–1729)                                                                | 8. фебруар 1726                                           | 6. мај 1727                                               | Катарина I Алексејевна (1725–1727) Петар II Алексејевич (1727–1730) Ана I Ивановна (1730–1740) |                                                           |                                                           |
|                                                           |                                                           | Гроф Карл Фридрих (1700–1739)                                                            | 8. фебруар 1726 (или март 1726)                           | 25. јул 1727                                              | Катарина I Алексејевна (1725–1727) Петар II Алексејевич (1727–1730) Ана I Ивановна (1730–1740) |                                                           |                                                           |
|                                                           |                                                           | Алексеј Долгоруков (?–1734)                                                              | 3. фебруар 1728                                           | 4. март 1730                                              | Катарина I Алексејевна (1725–1727) Петар II Алексејевич (1727–1730) Ана I Ивановна (1730–1740) |                                                           |                                                           |
|                                                           |                                                           | Василиј Долгоруков (1670–1739)                                                           | 6. април 1729                                             | 4. март 1730                                              | Катарина I Алексејевна (1725–1727) Петар II Алексејевич (1727–1730) Ана I Ивановна (1730–1740) |                                                           |                                                           |
|                                                           |                                                           | Кнез Василиј Долгоруков (1667–1746)                                                      | 19. јануар 1730                                           | 4. март 1730                                              | Катарина I Алексејевна (1725–1727) Петар II Алексејевич (1727–1730) Ана I Ивановна (1730–1740) |                                                           |                                                           |
|                                                           |                                                           | Кнез Михаил Голицин (1675–1730)                                                          | 19. јануар 1730                                           | 4. март 1730                                              | Катарина I Алексејевна (1725–1727) Петар II Алексејевич (1727–1730) Ана I Ивановна (1730–1740) |                                                           |                                                           |
| Кабинет министара Руске Империје (1731–1741)              |                                                           |                                                                                          |                                                           |                                                           |                                                                                                |                                                           |                                                           |
|                                                           |                                                           | Гроф Гавриил Головкин (1660–1734)                                                        | 10. новембар 1731                                         | 20. јануар 1734                                           | Ана I Ивановна (1730–1740) Иван VI Антонович (1740–1741)                                       |                                                           |                                                           |
|                                                           |                                                           | Гроф Андреј Остерман (1686–1747)                                                         | 20. јануар 1734                                           | 10. новембар 1740                                         | Ана I Ивановна (1730–1740) Иван VI Антонович (1740–1741)                                       |                                                           |                                                           |
|                                                           |                                                           | Гроф Кристофор Миних (1683–1767)                                                         | 10. новембар 1740                                         | 3. март 1741                                              | Ана I Ивановна (1730–1740) Иван VI Антонович (1740–1741)                                       |                                                           |                                                           |
|                                                           |                                                           | Гроф Андреј Остерман (1686–1747) (други пут)                                             | 3. март 1741                                              | 25. новембар 1741                                         | Ана I Ивановна (1730–1740) Иван VI Антонович (1740–1741)                                       |                                                           |                                                           |
| Министри Конференције при Височајшем двору (1756–1762)    |                                                           |                                                                                          |                                                           |                                                           |                                                                                                |                                                           |                                                           |
|                                                           |                                                           | Степан Апраксин (1702–1758)                                                              | 14. март/small> 1756                                      | 1. октобар 1757                                           | Јелисавета I Петровна (1741–1762) Петар III Фјодорович (1762)                                  |                                                           |                                                           |
|                                                           |                                                           | Гроф Михаил Рјумин (1688–1760)                                                           | 14. март 1756                                             | 2. октобар 1757                                           | Јелисавета I Петровна (1741–1762) Петар III Фјодорович (1762)                                  |                                                           |                                                           |
|                                                           |                                                           | Кнез Михаил Голицин (1684–1764)                                                          | 14. март 1756                                             | 17. децембар 1757                                         | Јелисавета I Петровна (1741–1762) Петар III Фјодорович (1762)                                  |                                                           |                                                           |
|                                                           |                                                           | Гроф Алексеј Рјумин (1693–1768)                                                          | 14. март 1756                                             | 14. фебруар 1758                                          | Јелисавета I Петровна (1741–1762) Петар III Фјодорович (1762)                                  |                                                           |                                                           |
|                                                           |                                                           | Гроф Александар Бутурлин (1694–1767)                                                     | 14. март 1756                                             | 17. октобар 1760                                          | Јелисавета I Петровна (1741–1762) Петар III Фјодорович (1762)                                  |                                                           |                                                           |
|                                                           |                                                           | Гроф Петар Шувалов (1711–1762)                                                           | 14. март 1756                                             | 4. јануар 1762                                            | Јелисавета I Петровна (1741–1762) Петар III Фјодорович (1762)                                  |                                                           |                                                           |
|                                                           |                                                           | Гроф Михаил Воронцов (1714–1767)                                                         | 14. март 1756                                             | 20. јануар 1762                                           | Јелисавета I Петровна (1741–1762) Петар III Фјодорович (1762)                                  |                                                           |                                                           |
|                                                           |                                                           | Кнез Никита Трубецкој (1699–1767)                                                        | 14. март 1756                                             | 20. јануар 1762                                           | Јелисавета I Петровна (1741–1762) Петар III Фјодорович (1762)                                  |                                                           |                                                           |
|                                                           |                                                           | Александар Шувалов (1710–1771)                                                           | 14. март 1756                                             | 20. јануар 1762                                           | Јелисавета I Петровна (1741–1762) Петар III Фјодорович (1762)                                  |                                                           |                                                           |
|                                                           |                                                           | Велики војвода Петар III Фјодорович (након Императора Петра III Фјодоровича) (1728–1762) | 14. март 1756                                             | 28. јануар 1762                                           | Јелисавета I Петровна (1741–1762) Петар III Фјодорович (1762)                                  |                                                           |                                                           |
|                                                           |                                                           | Кнез Јаков Шаковски (1705–1777)                                                          | 16. септембар 1760                                        | 25. децембар 1761                                         | Јелисавета I Петровна (1741–1762) Петар III Фјодорович (1762)                                  |                                                           |                                                           |
|                                                           |                                                           | Иван Непљујев (1693–1773)                                                                | 16. септембар 1760                                        | 20. јануар 1762                                           | Јелисавета I Петровна (1741–1762) Петар III Фјодорович (1762)                                  |                                                           |                                                           |
|                                                           |                                                           | Гроф Роман Воронцов (1707–1783)                                                          | 28. децембар 1761                                         | 20. јануар 1762                                           | Јелисавета I Петровна (1741–1762) Петар III Фјодорович (1762)                                  |                                                           |                                                           |
| Чланови царског већа Руске Империје (1762)                |                                                           |                                                                                          |                                                           |                                                           |                                                                                                |                                                           |                                                           |
|                                                           |                                                           | Кнез Џорџ Лудвиг (1719–1763)                                                             | 28. јануар 1762                                           | 28. јун 1762                                              | Петар III Фјодорович (1762)                                                                    |                                                           |                                                           |
|                                                           |                                                           | Гроф Петар Август (1696–1775)                                                            | 28. јануар 1762                                           | 28. јун 1762                                              | Петар III Фјодорович (1762)                                                                    |                                                           |                                                           |
|                                                           |                                                           | Гроф Кристофор Миних (1683–1767)                                                         | 28. јануар 1762                                           | 28. јун 1762                                              | Петар III Фјодорович (1762)                                                                    |                                                           |                                                           |
|                                                           |                                                           | Кнез Никита Трубецкој (1699–1767)                                                        | 28. јануар 1762                                           | 28. јун 1762                                              | Петар III Фјодорович (1762)                                                                    |                                                           |                                                           |
|                                                           |                                                           | Гроф Михаил Воронцов (1714–1767)                                                         | 28. јануар 1762                                           | 28. јун 1762                                              | Петар III Фјодорович (1762)                                                                    |                                                           |                                                           |
|                                                           |                                                           | Никита Вилбуа (1713–1788)                                                                | 28. јануар 1762                                           | 28. јун 1762                                              | Петар III Фјодорович (1762)                                                                    |                                                           |                                                           |
|                                                           |                                                           | Кнез Михаил Волконски (1713–1788)                                                        | 28. јануар 1762                                           | 28. јун 1762                                              | Петар III Фјодорович (1762)                                                                    |                                                           |                                                           |
|                                                           |                                                           | Алексеј Мелгунов (1722–1788)                                                             | 28. јануар 1762                                           | 28. јун 1762                                              | Петар III Фјодорович (1762)                                                                    |                                                           |                                                           |
| Шефови Савета при Височајшем двору (1768–1801)            |                                                           |                                                                                          |                                                           |                                                           |                                                                                                |                                                           |                                                           |
|                                                           |                                                           | Степан Стрелаков (1728–1805)                                                             | 17. новембар 1768                                         | 1776                                                      | Катарина Велика (1762–1796) Павле I Петрович (1796–1801)                                       |                                                           |                                                           |
|                                                           |                                                           | Гроф Александар Самојлов (1744–1814)                                                     | 1776                                                      | 1787                                                      | Катарина Велика (1762–1796) Павле I Петрович (1796–1801)                                       |                                                           |                                                           |
|                                                           |                                                           | Иван Ведемејер (1752–1820)                                                               | 1787                                                      | 18. новембар 1796                                         | Катарина Велика (1762–1796) Павле I Петрович (1796–1801)                                       |                                                           |                                                           |
|                                                           |                                                           | Гавриил Державин (1743–1816)                                                             | 18. новембар 1796                                         | 22. новембар 1796                                         | Катарина Велика (1762–1796) Павле I Петрович (1796–1801)                                       |                                                           |                                                           |
|                                                           |                                                           | Иван Ведемејер (1752–1820) (други пут)                                                   | 18. новембар 1796                                         | 26. март 1801                                             | Катарина Велика (1762–1796) Павле I Петрович (1796–1801)                                       |                                                           |                                                           |
| Председници Комитета министара Руске Империје (1810–1903) |                                                           |                                                                                          |                                                           |                                                           |                                                                                                |                                                           |                                                           |
|                                                           |                                                           | Гроф Николај Румјанцев (1754–1826)                                                       | 1810                                                      | 1812                                                      | Александар I Павлович (1801–1825)                                                              |                                                           |                                                           |
|                                                           |                                                           | Гроф и кнез Николај Салтиков (1736–1816)                                                 | 29. март 1812                                             | 9. септембар 1812 (спорно) 16. мај 1816                   | Александар I Павлович (1801–1825)                                                              |                                                           |                                                           |
|                                                           |                                                           | Гроф Сергеј Вјазмитинов (спорно) (1744–1819)                                             | 9. септембар 1812                                         | 15. октобар 1816                                          | Александар I Павлович (1801–1825)                                                              |                                                           |                                                           |
|                                                           |                                                           | Кнез Петар Лопухин (1753–1827)                                                           | 25. мај 1816                                              | 6. април 1827                                             | Александар I Павлович (1801–1825)                                                              |                                                           |                                                           |
|                                                           |                                                           | Кнез Виктор Кочубеј (1768–1834)                                                          | 29. април 1827                                            | 3. јун 1834                                               | Николај I Павлович (1825–1855)                                                                 |                                                           |                                                           |
|                                                           |                                                           | Гроф Николај Новосиљцев (1761–1838)                                                      | 11. јул 1834                                              | 8. април 1838                                             | Николај I Павлович (1825–1855)                                                                 |                                                           |                                                           |
|                                                           |                                                           | Кнез Иларион Васиљчиков (1776–1847)                                                      | 9. април 1838                                             | 21. фебруар 1847                                          | Николај I Павлович (1825–1855)                                                                 |                                                           |                                                           |
|                                                           |                                                           | Гроф Василиј Левашов (1783–1848)                                                         | 31. децембар 1847                                         | 23. септембар 1848                                        | Николај I Павлович (1825–1855)                                                                 |                                                           |                                                           |
|                                                           |                                                           | Кнез Александар Иванович Чернишов (1785–1857)                                            | 1. децембар 1848                                          | 5. април 1856                                             | Николај I Павлович (1825–1855)                                                                 |                                                           |                                                           |
|                                                           |                                                           | Кнез Алексеј Орлов (1787–1862)                                                           | Мај 1857                                                  | Јануар 1861                                               | Александар II Николајевич (1855–1881)                                                          |                                                           |                                                           |
|                                                           |                                                           | Гроф Дмитриј Блудов (1785–1864)                                                          | 12. новембар 1861                                         | 19. фебруар 1864                                          | Александар II Николајевич (1855–1881)                                                          |                                                           |                                                           |
|                                                           |                                                           | Кнез Павел Гагарин (1789–1872)                                                           | 24. фебруар 1864                                          | 21. фебруар 1872                                          | Александар II Николајевич (1855–1881)                                                          |                                                           |                                                           |
|                                                           |                                                           | Гроф Павел Игнатјев (1797–1879)                                                          | 21. фебруар 1872                                          | 20. децембар 1879                                         | Александар II Николајевич (1855–1881)                                                          |                                                           |                                                           |
|                                                           |                                                           | Гроф Петар Валујев (1815–1890)                                                           | 25. децембар 1879                                         | 4. октобар 1881                                           | Александар II Николајевич (1855–1881)                                                          |                                                           |                                                           |
|                                                           |                                                           | Гроф Михаил Рејтерн (1820–1890)                                                          | 4. октобар 1881                                           | 30. децембар 1886                                         | Александар III Александрович (1881–1894)                                                       |                                                           |                                                           |
|                                                           |                                                           | Николај Бунџ (1823–1895)                                                                 | 1. јануар 1887                                            | 3. јун 1895                                               | Александар III Александрович (1881–1894)                                                       |                                                           |                                                           |
|                                                           |                                                           | Иван Дурново (1834–1903)                                                                 | 15. октобар 1895                                          | 29. мај 1903                                              | Николај II Александрович (1894–1917)                                                           |                                                           |                                                           |
|                                                           |                                                           | Сергеј Вите (1849–1915)                                                                  | 16. август 1903                                           | 6. новембар 1905                                          | Николај II Александрович (1894–1917)                                                           |                                                           |                                                           |

## Руска Империја (1905–1917)
Први премијер Русије током овог периода био је Сергеј Вите, који је на ову функцију дошао 6. новембра 1905. године
| Фотографија | Фотографија       | Име (Рођење-Смрт)                  | Мандат | Мандат             | Мандат                                       | Политичка партија | Законодавство (Избори) | Император | Император                            |
| ----------- | ----------------- | ---------------------------------- | ------ | ------------------ | -------------------------------------------- | ----------------- | ---------------------- | --------- | ------------------------------------ |
| 1           |                   | Гроф Сергеј Вите (1849–1915)       | •      | 6. новембар 1905   | 5. мај 1906                                  | Независни         | Није било избора       |           | Николај II Александрович (1894–1917) |
| 2           |                   | Иван Горемикин (1839–1917)         | 1      | 5. мај 1906        | 21. јул 1906                                 | Независни         | I (Извори 1906)        |           | Николај II Александрович (1894–1917) |
| 3           |                   | Петар Столипин (1862–1911)         | •      | 21. јул 1906       | 18. септембар 1911 (Преминуо током дужности) | Независни         | II (Избори 1907)       |           | Николај II Александрович (1894–1917) |
| 3           | III (Избори 1907) | Петар Столипин (1862–1911)         | •      | 21. јул 1906       | 18. септембар 1911 (Преминуо током дужности) | Независни         |                        |           | Николај II Александрович (1894–1917) |
| 4           |                   | Гроф Владимир Коковцов (1853–1943) | •      | 22. септембар 1911 | 12. фебруар 1914                             | Независни         |                        |           | Николај II Александрович (1894–1917) |
| 4           | IV (Избори 1912)  | Гроф Владимир Коковцов (1853–1943) | •      | 22. септембар 1911 | 12. фебруар 1914                             | Независни         |                        |           | Николај II Александрович (1894–1917) |
| (2)         |                   | Иван Горемикин (1839–1917)         | 2      | 12. фебруар 1914   | 2. фебруар 1916                              | Независни         |                        |           | Николај II Александрович (1894–1917) |
| 5           |                   | Барон Борис Штурмер (1848–1917)    | •      | 2. фебруар 1916    | 23. новембар 1916                            | Независни         |                        |           | Николај II Александрович (1894–1917) |
| 6           |                   | Александар Трепов (1862-1928)      | •      | 23. новембар 1916  | 20. јануар 1917                              | Независни         |                        |           | Николај II Александрович (1894–1917) |
| 7           |                   | Кнез Николај Голицин (1850-1925)   | •      | 20. јануар 1917    | 12. март 1917                                | Независни         |                        |           | Николај II Александрович (1894–1917) |

## Привремена влада/Руска република (1917)
После наводне абдикације Николаја II Александровича са престола у корист његовог брата Михаила Александровича, Михаел је такође одбио ту функцију. Пре сазивања Уставне скупштине. 14. септембра 1917. године, Русија је проглашена републиком. У овом периоду формирана је привремена влада, а премијер је био шеф државе.
| Фотографија | Име (Рођење-Смрт)               | Мандат             | Мандат           | Мандат             | Политичка партија                     |
| ----------- | ------------------------------- | ------------------ | ---------------- | ------------------ | ------------------------------------- |
|             | Георгиј Лавов (1861–1925)       | •                  | 15. март 1917    | 20. јул 1917       | Уставотворно-демократска партија      |
|             | Александар Керенски (1881–1970) | 1                  | 21. јул 1917     | 14. септембар 1917 | Социјалистичка револуционарна партија |
| 2           | Александар Керенски (1881–1970) | 14. септембар 1917 | 7. новембар 1917 |                    | Социјалистичка револуционарна партија |

## Бели покрет (1918–1924)
Лидери Белог покрета током Руског грађанског рата били су де факто премијери у егзилу
| Фотографија | Име (Рођење–Смрт)                | Мандат | Мандат             | Мандат             | Политичка партија                     | Поглавар државе                 |
| ----------- | -------------------------------- | ------ | ------------------ | ------------------ | ------------------------------------- | ------------------------------- |
|             | Владимир Вољски (1877–1937)      | •      | 8. јун 1918        | 23. септембар 1918 | Социјалистичка револуционарна партија | Владимир Вољски (1918)          |
|             | Николај Авксентијев (1878–1943)  | •      | 23. септембар 1918 | 18. новембар 1918  | Социјалистичка револуционарна партија | Николај Авксентијев (1918)      |
|             | Петар Вологодски (1863–1925)     | •      | 18. новембар 1918  | 22. новембар 1919  | Социјалистичка револуционарна партија | Александар Колчак (1918 — 1920) |
|             | Виктор Пепељајев (1885-1920)     | •      | 22. новембар 1919  | 4. јануар 1920     | Уставотворно-демократска партија      | Александар Колчак (1918 — 1920) |
|             | Александар Кривошеин (1857-1921) | •      | 11. април 1920     | 11. новембар 1920  | Независни                             | Петар Врангел (1920 — 1924)     |
|             | Петар Врангел (1878-1928)        | •      | 5. април 1921      | 20. септембар 1922 | Независни                             | Петар Врангел (1920 — 1924)     |

## Руска Совјетска Федеративна Социјалистичка Република (1917–1991)
Списак премијера Руске Совјетске Федеративне Социјалистичке Републике
| Фотографија                   | Име (Рођење-Смрт)              | Мандат       | Мандат             | Мандат                                    | Политичка партија                      | Законодавство (Избори)                 | Поглавар државе                        |
| ----------------------------- | ------------------------------ | ------------ | ------------------ | ----------------------------------------- | -------------------------------------- | -------------------------------------- | -------------------------------------- |
|                               | Владимир Лењин (1870–1924)     | •            | 8. новембар 1917   | 21. јануар 1924 (Преминуо током дужности) | Комунистичка партија Совјетског Савеза | Централно-руски извршни комитет        | Лав Камењев (1917)                     |
| Јаков Свердлов (1917 — 1919)  | Владимир Лењин (1870–1924)     | •            | 8. новембар 1917   | 21. јануар 1924 (Преминуо током дужности) | Комунистичка партија Совјетског Савеза | Централно-руски извршни комитет        |                                        |
| Михаил Владимирски (1919)     | Владимир Лењин (1870–1924)     | •            | 8. новембар 1917   | 21. јануар 1924 (Преминуо током дужности) | Комунистичка партија Совјетског Савеза | Централно-руски извршни комитет        |                                        |
| Михаил Калињин (1919 — 1938)  | Владимир Лењин (1870–1924)     | •            | 8. новембар 1917   | 21. јануар 1924 (Преминуо током дужности) | Комунистичка партија Совјетског Савеза | Централно-руски извршни комитет        |                                        |
|                               | Алексеј Риков (1881–1938)      | •            | 2. фебруар 1924    | 18. мај 1929                              | Комунистичка партија Совјетског Савеза | Централно-руски извршни комитет        |                                        |
|                               | Сергеј Сирцов (1883–1937)      | •            | 18. мај 1929       | 3. новембар 1930                          | Комунистичка партија Совјетског Савеза | Централно-руски извршни комитет        |                                        |
|                               | Данил Сулимов (1890–1937)      | •            | 3. новембар 1930   | 27. јул 1937                              | Комунистичка партија Совјетског Савеза | Централно-руски извршни комитет        |                                        |
|                               | Николај Булгањин (1895–1975)   | 1            | 27. јул 1937       | 1938                                      | Комунистичка партија Совјетског Савеза | Централно-руски извршни комитет        |                                        |
| 2                             | Николај Булгањин (1895–1975)   | 1938         | 17. септембар 1938 | I (Избори 1938)                           | Комунистичка партија Совјетског Савеза | Алексеј Бадајев (1938 — 1944)          |                                        |
|                               | Василиј Вахрушев (1902–1947)   | •            | 29. јул 1939       | I (Избори 1938)                           | 2. јун 1940                            | Алексеј Бадајев (1938 — 1944)          | Комунистичка партија Совјетског Савеза |
|                               | Иван Хохлов (1895–1973)        | •            | 2. јун 1940        | I (Избори 1938)                           | 5. мај 1942                            | Алексеј Бадајев (1938 — 1944)          | Комунистичка партија Совјетског Савеза |
|                               | Алексеј Косигин (1904–1980)    | •            | 2. мај 1943        | I (Избори 1938)                           | 23. март 1946                          | Алексеј Бадајев (1938 — 1944)          | Комунистичка партија Совјетског Савеза |
| Николај Шверник (1944 — 1946) | Алексеј Косигин (1904–1980)    | •            | 2. мај 1943        | I (Избори 1938)                           | 23. март 1946                          |                                        | Комунистичка партија Совјетског Савеза |
|                               | Михаил Родионов (1907–1950)    | 1            | 23. март 1946      | I (Избори 1938)                           | 1947                                   | Комунистичка партија Совјетског Савеза |                                        |
| 2                             | Михаил Родионов (1907–1950)    | 1947         | 9. март 1949       | II (Избори 1947)                          | Иван Власов (1946 — 1950)              | Комунистичка партија Совјетског Савеза |                                        |
|                               | Борис Черноусов (1908–1978)    | 1            | 9. март 1949       | II (Избори 1947)                          | Иван Власов (1946 — 1950)              | 1951                                   | Комунистичка партија Совјетског Савеза |
| 2                             | Борис Черноусов (1908–1978)    | 1951         | 20. октобар 1952   | III (Избори 1951)                         | Михаил Тарасов (1950 — 1959)           |                                        | Комунистичка партија Совјетског Савеза |
|                               | Александар Пузанов (1906–1998) | 1            | 20. октобар 1952   | III (Избори 1951)                         | Михаил Тарасов (1950 — 1959)           | 1955                                   | Комунистичка партија Совјетског Савеза |
| 2                             | Александар Пузанов (1906–1998) | 1955         | 24. јануар 1956    | IV (Избори 1955)                          | Михаил Тарасов (1950 — 1959)           |                                        | Комунистичка партија Совјетског Савеза |
|                               | Михаил Јаснов (1906–1991)      | •            | 24. јануар 1956    | IV (Избори 1955)                          | Михаил Тарасов (1950 — 1959)           | 19. децембар 1957                      | Комунистичка партија Совјетског Савеза |
|                               | Фрол Козлов (1908–1965)        | •            | 19. децембар 1957  | IV (Избори 1955)                          | Михаил Тарасов (1950 — 1959)           | 31. март 1958                          | Комунистичка партија Совјетског Савеза |
|                               | Димитри Пољански (1917–2001)   | 1            | 31. март 1958      | IV (Избори 1955)                          | 1959                                   | Комунистичка партија Совјетског Савеза |                                        |
| Николај Игнатов (1959)        | Димитри Пољански (1917–2001)   | 1            | 31. март 1958      | IV (Избори 1955)                          | 1959                                   | Комунистичка партија Совјетског Савеза |                                        |
| 2                             | Димитри Пољански (1917–2001)   | 1959         | 23. новембар 1962  | V (Избори 1959)                           | Николај Органов (1959 – 1962)          | Комунистичка партија Совјетског Савеза |                                        |
|                               | Генади Воронов (1910–1994)     | 1            | 23. новембар 1962  | V (Избори 1959)                           | Николај Органов (1959 – 1962)          | 1963                                   | Комунистичка партија Совјетског Савеза |
| Николај Игнатов (1962 – 1966) | Генади Воронов (1910–1994)     | 1            | 23. новембар 1962  | V (Избори 1959)                           |                                        | 1963                                   | Комунистичка партија Совјетског Савеза |
| 2                             | Генади Воронов (1910–1994)     | 1963         | 1967               | VI (Избори 1963)                          |                                        |                                        | Комунистичка партија Совјетског Савеза |
| 2                             | Генади Воронов (1910–1994)     | 1963         | 1967               | VI (Избори 1963)                          | Михаил Јаснов (1966 – 1985)            |                                        | Комунистичка партија Совјетског Савеза |
| 3                             | Генади Воронов (1910–1994)     | 1967         | 23. јул 1971       | VII (Избори 1967)                         |                                        |                                        | Комунистичка партија Совјетског Савеза |
|                               | Витали Воротников (1926–2012)  | 1            | 24. јун 1983       | VII (Избори 1967)                         | 1985                                   | Комунистичка партија Совјетског Савеза |                                        |
| 2                             | Витали Воротников (1926–2012)  | 1985         | 3. октобар 1988    | XI (Избори 1985)                          | Владимир Орлов (1985 – 1988)           | Комунистичка партија Совјетског Савеза |                                        |
|                               | Александар Власов (1932–2002)  | •            | 3. октобар 1988    | XI (Избори 1985)                          | 15. јун 1990                           | Комунистичка партија Совјетског Савеза | Витали Ворников (1988 – 1990)          |
| Борис Јељцин (1990 – 1991)    | Александар Власов (1932–2002)  | •            | 3. октобар 1988    | XI (Избори 1985)                          | 15. јун 1990                           | Комунистичка партија Совјетског Савеза |                                        |
|                               | Иван Силајев (1930–2023)       | 1            | 15. јун 1990       | 11. јул 1991                              | Комунистичка партија Совјетског Савеза | XII (Избори 1990)                      |                                        |
| 2                             | Иван Силајев (1930–2023)       | 12. јул 1991 | 26. септембар 1991 |                                           | Комунистичка партија Совјетског Савеза | XII (Избори 1990)                      |                                        |
|                               | Борис Јељцин (1931–2007)       | •            | 6. новембар 1991   | 25. децембар 1991                         | Независни                              | XII (Избори 1990)                      |                                        |

## Руска федерација (од 1991)
Руководиоци Владе Русије после распада Совјетског Савеза. Први шеф владе пост-совјетске Русије био је Виктор Черномирдин.
| Фотографија       | Име (Рођење-Смрт)              | Мандат          | Мандат             | Мандат           | Политичка партија  | Законодавство (Избори)       | Председник Руске Федерације | Председник Руске Федерације |
| ----------------- | ------------------------------ | --------------- | ------------------ | ---------------- | ------------------ | ---------------------------- | --------------------------- | --------------------------- |
|                   | Борис Јељцин (1931–2007)       | •               | 25. децембар 1991  | 15. јун 1992     | Независни          | XI (Избори 1990)             | Борис Јељцин (1991–1999)    |                             |
|                   | Виктор Черномирдин (1938–2010) | 1               | 14. децембар 1992  | 9. август 1996   | Наш дом — Русија   | XI (Избори 1990)             | Борис Јељцин (1991–1999)    |                             |
| I (Избори 1993)   | Виктор Черномирдин (1938–2010) | 1               | 14. децембар 1992  | 9. август 1996   | Наш дом — Русија   |                              | Борис Јељцин (1991–1999)    |                             |
| II (Избори 1995)  | Виктор Черномирдин (1938–2010) | 1               | 14. децембар 1992  | 9. август 1996   | Наш дом — Русија   |                              | Борис Јељцин (1991–1999)    |                             |
| 2                 | Виктор Черномирдин (1938–2010) | 10. август 1996 | 23. март 1998      |                  | Наш дом — Русија   |                              | Борис Јељцин (1991–1999)    |                             |
|                   | Сергеј Киријенко (1962–)       | •               | 24. април 1998     | 23. август 1998  | Независни          |                              | Борис Јељцин (1991–1999)    |                             |
|                   | Јевгениј Примаков (1929–2015)  | •               | 11. септембар 1998 | 12. мај 1999     | Очевина–сверуска   |                              | Борис Јељцин (1991–1999)    |                             |
|                   | Сергеј Степашин (1952–)        | •               | 19. мај 1999       | 9. август 1999   | Независни          |                              | Борис Јељцин (1991–1999)    |                             |
|                   | Владимир Путин (1952–)         | 1               | 16. август 1999    | 7. мај 2000      | Јединство          |                              | Борис Јељцин (1991–1999)    |                             |
| III (Избори 1999) | Владимир Путин (1952–)         | 1               | 16. август 1999    | 7. мај 2000      | Јединство          |                              | Борис Јељцин (1991–1999)    |                             |
|                   | Михаил Касјанов (1957–)        | •               | 17. мај 2000       | 24. фебруар 2004 | Независни          | Владимир Путин (2000–2008)   |                             |                             |
| IV (Избори 2003)  | Михаил Касјанов (1957–)        | •               | 17. мај 2000       | 24. фебруар 2004 | Независни          | Владимир Путин (2000–2008)   |                             |                             |
|                   | Михаил Фратков (1950–)         | 1               | 5. март 2004       | 7. мај 2004      | Независни          | Владимир Путин (2000–2008)   |                             |                             |
| 2                 | Михаил Фратков (1950–)         | 12. мај 2004    | 14. септембар 2007 |                  | Независни          | Владимир Путин (2000–2008)   |                             |                             |
|                   | Виктор Зупков (1941–)          | •               | 14. септембар 2007 | 7. мај 2008      | Јединствена Русија | Владимир Путин (2000–2008)   |                             |                             |
| V (Избори 2007)   | Виктор Зупков (1941–)          | •               | 14. септембар 2007 | 7. мај 2008      | Јединствена Русија | Владимир Путин (2000–2008)   |                             |                             |
|                   | Владимир Путин (1952–)         | 2               | 8. мај 2008        | 7. мај 2012      | Јединствена Русија | Дмитриј Медведев (2008–2012) |                             |                             |
| VI (Избори 2011)  | Владимир Путин (1952–)         | 2               | 8. мај 2008        | 7. мај 2012      | Јединствена Русија | Дмитриј Медведев (2008–2012) |                             |                             |
|                   | Дмитриј Медведев (1965–)       | •               | 8. мај 2012        | 16. јануар 2020  | Јединствена Русија | Владимир Путин (2012–)       |                             |                             |
| VII (Избори 2016) | Дмитриј Медведев (1965–)       | •               | 8. мај 2012        | 16. јануар 2020  | Јединствена Русија | Владимир Путин (2012–)       |                             |                             |
|                   | Михаил Мишустин (1966–)        | •               | 16. јануар 2020    |                  | Независни          | Владимир Путин (2012–)       |                             |                             |

## Званични вршиоци дужности премијера
- Владимир Коковцов: 18–22. септембар 1911
- Константин Памфилов: 5. мај 1942 – 2. мај 1943
- Олег Лобов: 26. септембар–6. новембар 1991
- Јегор Гајдар: 15. јун–14. децембар 1992
- Сергеј Киријенко: 23. март - 24. април 1998
- Виктор Черномирдин: 9–10. август 1996 и 23. август – 11. септембар 1998
- Сергеј Степашин: 12–19. мај 1999
- Владимир Путин: 9–16. август 1999
- Михаил Касјанов: 7–17. мај 2000
- Виктор Христенко: 24. фебруар - 5. март 2004
- Михаил Фратков: 7 –12. мај 2004 и 12–14. септембар 2007
- Виктор Зупков: 7–8. мај 2008 и 7–8. мај 2012
- Андреј Белоусов: 30. април - 19. мај 2020

## Живи премијери Русије
| Име              | Мандат               | Датум рођења        |
| ---------------- | -------------------- | ------------------- |
| Сергеј Киријенко | 1998                 | 26. јул 1962.       |
| Сергеј Степашин  | 1999                 | 2. март 1952.       |
| Владимир Путин   | 1999–2000, 2008–2012 | 7. октобар 1952.    |
| Михаил Касјанов  | 2000–2004            | 8. децембар 1957.   |
| Михаил Фрадков   | 2004–2007            | 1. септембар 1950.  |
| Виктор Зупков    | 2007–2008            | 15. септембар 1941. |
| Дмитриј Медведев | 2012–2020            | 14. септембар 1965. |
| Михаил Мишустин  | 2020-                | 3. март 1966.       |